# Колоездене на писта
Колоезденето на писта е дисциплина от колоезденето, при която състезанията се провеждат на специално построени за целта колодруми.
То е олимпийски спорт, който е включван в програмата на всички Олимпийски игри с изключение на Игрите през 1912 г.
Състезанията включват различни дисциплини в две доста общи категории – спринтови дисциплини и такива за издръжливост.

## Дисциплини

### Спринтови
- Спринт
- Отборен спринт
- Кейрин
- Бягания по часовник

### Издръжливост
- Индивидуално преследване
- Отборно преследване
- Скреч
- Състезание по точки
- Мадисън (колоездене)
- Омниум
- Елиминации